# Покровське (Броварський район)
Покровське —  село в Україні, у Броварському районі Київської області. Є частиною Великодимерської селищної громади. Населення становить 43 осіб. Відстань до с. Жердова становить 2.5-3 км.

## Історія
До революції в урочищі Колошиному стояла садиба пана Мацька. Тут були цегельний завод (вироблена цегла мала фірмову марку і відправлялась залізницею на Київ), винокурня, сад та ліс. Розташування цегельного заводу не було випадковим - біля хутора є урочище Жовта Гора з цегельною глиною гарної якості.
У 20х роках на території майбутнього села поселились 10 димерських, свиноїдських та пухівських сімей, ними було організовано ТСОЗ. У 1920 р. товариство було об'єднано  в комуну «Жовтнева революція» разом з ТСОЗ сел Велика Димерка та Жердова. Комуна проіснувала 10 років. Тоді ж поселення здобуло назву Куйбишеве.
У 1930 р. селяни об'єднались у колгосп «Зірка».
Після розпаду комуни, комунари будували собі хати. У фільварку Мацька на Жовтій горі під лісом Круча виросло комунарське поселення, назване на честь Валеріана Куйбишева. Престольне свято - храм, у Куйбишевому оголосили на 7 листопада (день Жовтневого перевороту).
У 70-80-ті роки в селі працював табір праці та відпочинку «Корчагінець».
18 лютого 2016 року село Куйбишеве перейменоване на Покровське